# Râul Moraru, Ploștina
Râul Moraru este un curs de apă, afluent al râului Ploștina. 

## Hărți
- Parcul Vânători-Neamț